# Elêusis
Elêusis ou Eleusina (em grego: Ελευσίνα; romaniz.: Elefsína; em grego clássico: Ἐλευσίς; romaniz.: Eleusis) é uma cidade e município na região da Ática Ocidental, na Grécia. Situa-se no extremo norte do golfo Sarónico, cerca de 18 km a noroeste do centro de Atenas.
Eleusina é a sede da administração da unidade regional de Ática Ocidental. É o local dos Mistérios de Elêusis e local de nascimento de  Ésquilo. Hoje em dia, Eleusina é subúrbio de Atenas e um grande centro industrial, com a maior refinaria de petróleo da Grécia, e sede do festival Ésquilo, o mais antigo festival de artes na Região de Ática.
Em 2016, Eleusina foi nomeada Capital Europeia da Cultura para 2021, juntamente com Novi Sad (Sérvia) e Timișoara (Roménia).

## História
Na Antiguidade grega, realizavam-se na cidade os Mistérios de Elêusis, que eram ritos de iniciação ao culto das deusas agrícolas Deméter e Perséfone. Eram considerados os rituais de maior importância entre todos os que se celebravam na Antiguidade. Seu nome tem origem no fabuloso herói Elêusis, era considerado filho de Mercúrio e Daíra, filha de Oceano. Outros, porém, acreditam que ele fosse filho de Ocírroe.
Era uma cidade muito famosa, porque lá existe uma serra bem conhecida, por onde os gregos evitavam de passar, pois acreditavam que lá vivesse um monstro — Procusto ou Procrusto, um vendedor de camas que tinha mais de dois metros de altura. Como suas camas eram muito grandes e seus clientes eram muito pequenos, Procrusto costumava esticá-los até que se ajustassem ao tamanho das camas. O monstro foi abatido pelo herói grego Teseu, que, para isso, utilizou-se de um ardil: fez Procrusto deitar-se em uma de suas camas e usou de magia para prendê-lo.
Apesar de ter sido, no início, uma cidade independente na Ática, Elêusis foi definitivamente anexada por Atenas, no período clássico, como um demo, ou seja, tornou-se um distrito ateniense. A distância entre os dois centros era curta, em torno de 20 km, sendo percorrida a pé como uma procissão religiosa (a pompḗ) durante as comemorações dos Mistérios e esse caminho era conhecido como uma via sacra (hierá hodós). Pausânias descreve esse percurso no primeiro tomo de seu livro Descrição da Grécia.